# Aldhibain
Aldhibain eller Eta Draconis (η Draconis, förkortat Eta Dra, η Dra) som är stjärnans Bayerbeteckning, är en dubbelstjärna belägen i mellersta delen av stjärnbilden Draken. Den har en skenbar magnitud på +2,73, och är väl synlig för blotta ögat och den näst ljusaste stjärnan i denna generellt svaga stjärnbild. Baserat på parallaxmätning inom Hipparcosuppdraget på 35,4 mas, beräknas den befinna sig på ett avstånd av 92 ljusår (28 parsek) från solen.

## Nomenklatur
Η Draconis, tillsammans med ζ Dra (Al Dhibah), var Al Dhī'bain, Duo Lupi på arabiska, de två hyenorna eller vargarna, som väntar på kamelens föl, den lilla stjärnan Al Ruba', skyddad av kamelstona.

## Egenskaper
Aldhibain är en gulvit jättestjärna av spektralklass G8 III, vilket anger att den är en utvecklad jättestjärna som har förbrukat förrådet av väte i dess kärna. Den nådde detta stadium på bara 550 miljoner år eftersom stjärnor med större massa som denna förbrukar väte snabbare än solen. Den har en massa som är 2,55 gånger större än solens och en radie som är 11 gånger solens radie. Den utsänder från sin yttre atmosfär 60 gånger mer energi än solen vid en effektiv temperatur på 5 055 K, vilket ger stjärnan den färg som karakteriserar stjärnor av G-typ. Aldhibain är ca 550 miljoner år gammal och roterar med en prognostiserad rotationshastighet på 8 km/s. 
En närliggande följeslagare ligger med en vinkelseparation på 5,1 bågsekunder från Aldhibain. Det är en stjärna av magnitud 8,8 i huvudserien av spektralklass K2 V. Vid det uppskattade avståndet för detta stjärnsystem separeras de två stjärnorna med ett fysiskt avstånd på minst 140 AE och kräver minst ett årtusende för att genomföra sin omloppsbana.